# Megachile antisanellae
Megachile antisanellae är en biart som beskrevs av Cameron 1903. Megachile antisanellae ingår i släktet tapetserarbin, och familjen buksamlarbin. Inga underarter finns listade i Catalogue of Life.